# Résolution 771 du Conseil de sécurité des Nations unies
Membres permanents
- Chine
- États-Unis
- France
- Royaume-Uni
- Russie

Membres non permanents
- Autriche
- Belgique
- Cap-Vert
- Équateur
- Hongrie
- Inde
- Japon
- Maroc
- Venezuela
- Zimbabwe

Résolution no 770 Résolution no 772
La résolution 771 du Conseil de sécurité des Nations unies, adoptée à l'unanimité le 13 août 1992, après avoir réaffirmé les résolutions 713 (1991), 721 (1991), 724 (1991), 727 (1992), 740 (1992), 743 (1992), 749 (1992). ), 752 (1992), 757 (1992), 758 (1992), 760 (1992), 761 (1992), 762 (1992), 764 (1992), 769 (1992) et 770 (1992), a exprimé l'inquiétude du Conseil et a condamné les violations généralisées du droit international humanitaire sur le territoire de l'ex-Yougoslavie et en particulier en Bosnie-Herzégovine.
La résolution cite des cas « d'expulsions forcées massives » et de déportations de civils, d'abus dans les centres de détention, d'attaques délibérées contre des non-combattants, des hôpitaux et des ambulances qui ont entravé l'acheminement de l'aide humanitaire dans les zones touchées. Le Conseil a fermement condamné les violations du droit international, y-compris le nettoyage ethnique (la première résolution de ce type à le faire), exigeant une cessation desdites violations. Il a en outre exigé que les organisations internationales, en particulier le Comité international de la Croix-Rouge, aient un accès immédiat et sans restriction aux camps, prisons et centres de détention.
La résolution 771 a ensuite appelé les États membres et les organisations internationales à collecter des informations sur les violations du droit humanitaire et des conventions de Genève et à les mettre à la disposition du Conseil. Il a demandé au secrétaire général Boutros Boutros-Ghali de rassembler et de résumer les informations dans un rapport qui formulerait également des recommandations qui pourraient constituer une réponse appropriée à ces informations.
Enfin, agissant en vertu du chapitre VII de la Charte des Nations unies, la rendant ainsi juridiquement contraignante, le Conseil a exigé que toutes les parties et forces militaires présentes dans l'ex-Yougoslavie et en Bosnie-Herzégovine se conforment aux termes de la résolution, faute de quoi le Conseil envisagerait d'autres mesures. Une commission d'experts a été créée dans la résolution 780 pour évaluer les informations recueillies.

## Voir également
- Dislocation de la Yougoslavie
- Guerre de Bosnie-Herzégovine
- Guerre de Croatie
- Guerre de Slovénie
- Guerres de Yougoslavie